# Al-Mansura (Algieria)
Al-Mansura (arab. المنصورة; fr. Mansourah)  – jedna z 53 gmin w prowincji Tilimsan, w Algierii, znajdująca się w centralnej części prowincji, około 3 km na zachód od Tilimsan. W 2008 roku gminę zamieszkiwało 49150 osób. Numer statystyczny gminy w Office National des Statistiques d'Algérie to 1351. Część obszaru gminy zajmowana jest przez Park Narodowy Tilimsan.